# HD 212047
HD 212047，又名BD+26 4410，SAO 90437、HR 8517，是一颗恒星，视星等为6.47，位于銀經86.05，銀緯-24.96，其B1900.0坐标为赤經22h 16m 21.3s，赤緯+26° -24.96′ 56″。